# 米爾科·菲利波維奇
米爾科·菲利波維奇（塞爾維亞-克羅埃西亞語發音：[mîrko fǐːlipɔːʋitɕ]，1974年9月10日—），台上綽號米爾科·克羅·科普（Mirko Cro Cop）, 是一名退役的克羅埃西亞職業綜合格鬥家、踢拳手和業餘拳擊手，主要因其在PRIDE格鬥錦標賽中的表現而知名。克羅·科普曾在UFC、K-1、RIZIN和Bellator出賽。他被廣泛認為是有史以來最偉大的重量級踢拳手和MMA拳擊手之一。
克羅·科普是2006年PRIDE公開重量級大獎賽冠軍，2012年K-1世界大獎賽冠軍以及2016年RIZIN公開重量級大獎賽冠軍，成為世界上第二個獲得綜合格鬥、踢拳冠軍和錦標賽的拳擊手。他也是前IGF冠軍。他的綽號Cro Cop是「克羅埃西亞警察」的簡稱，來自於他在克羅埃西亞精英警察特種部隊戰術單位盧奇科反恐部隊的工作。
克羅·科普的招牌動作是他閃電般的左高迴旋踢，曾被描述為「右腿送醫院，左腿送墓園」。他是一名成功的業餘拳擊手，在國際比賽中多次獲得獎牌。在參加1997年業餘拳擊世界錦標賽時，他也是克羅埃西亞世界隊的成員。
2003年12月23日至2008年1月11日，他擔任克羅埃西亞國會第一選區的議員。他是作為社會民主黨名單上的無黨籍候選人而當選。
2019年3月1日，他宣布因中風等健康因素而退休。

## 外部連結
- 官方网站
- 米爾科·菲利波維奇在Sherdog上的综合格斗战绩资料
- Glory Profile （页面存档备份，存于）
- 米爾科·菲利波維奇在终极格斗冠军赛上的资料
- Profile at K-1